# Kerékpározás az 1912. évi nyári olimpiai játékokon
Az 1912. évi nyári olimpiai játékokon a kerékpározás versenyek két számból álltak, 315,385 kilométeres országúti egyéni és csapat versenyt díjaztak.

## Éremtáblázat
| Az 1912. évi nyári olimpiai játékok éremtáblázata kerékpározásban | Az 1912. évi nyári olimpiai játékok éremtáblázata kerékpározásban | Az 1912. évi nyári olimpiai játékok éremtáblázata kerékpározásban | Az 1912. évi nyári olimpiai játékok éremtáblázata kerékpározásban | Az 1912. évi nyári olimpiai játékok éremtáblázata kerékpározásban | Olimpia  |
| ----------------------------------------------------------------- | ----------------------------------------------------------------- | ----------------------------------------------------------------- | ----------------------------------------------------------------- | ----------------------------------------------------------------- | -------- |
|                                                                   | Ország                                                            | Arany                                                             | Ezüst                                                             | Bronz                                                             | Összesen |
| 1.                                                                | Dél-afrikai Unió (RSA)                                            | 1                                                                 | 0                                                                 | 0                                                                 | 1        |
| 1.                                                                | Svédország (SWE)                                                  | 1                                                                 | 0                                                                 | 0                                                                 | 1        |
|                                                                   |                                                                   |                                                                   |                                                                   |                                                                   |          |
| 3.                                                                | Nagy-Britannia (GBR)                                              | 0                                                                 | 2                                                                 | 0                                                                 | 2        |
|                                                                   |                                                                   |                                                                   |                                                                   |                                                                   |          |
| 4.                                                                | Egyesült Államok (USA)                                            | 0                                                                 | 0                                                                 | 2                                                                 | 2        |
|                                                                   |                                                                   |                                                                   |                                                                   |                                                                   |          |
| Összesen                                                          | Összesen                                                          | 2                                                                 | 2                                                                 | 2                                                                 | 6        |

## Érmesek
| Az 1912. évi nyári olimpiai játékok érmesei férfi kerékpározásban |                                                                           |                                                                                            |                                                                                       |
| Versenyszám                                                       | Arany                                                                     | Ezüst                                                                                      | Bronz                                                                                 |
| országúti egyéni                                                  | Rudolp Lewis · Dél-afrikai Unió (RSA) · 10:42:39.0                        | Ferederick Grubb · Nagy-Britannia (GBR) · 10:51:24.2                                       | Carl Schutte · Egyesült Államok (USA) · 10:52:38.8                                    |
| országúti csapat                                                  | Svédország (SWE) · Erik Friborg · Ragnal Malm · Axel Persson · Algot Lönn | Nagy-Britannia (GBR) · Frederick Grubb · Leonard Meredith · Charles Moss · William Hammond | Egyesült Államok (USA) · Carl Schutte · Alvin Loftes · Albert Krushel · Walter Martin |